# Streblus vidalii
Streblus vidalii är en mullbärsväxtart som beskrevs av T.H. Nguyen. Streblus vidalii ingår i släktet Streblus och familjen mullbärsväxter. Inga underarter finns listade i Catalogue of Life.